# Heartbroken & Homicidal
Heartbroken & Homicidal è l'ottavo album in studio del gruppo musicale statunitense Twiztid, pubblicato nel 2010.

## Tracce
1. Spiderwebs – 4:12
2. I'm Just Sayin (Skit) – 1:17
3. What I'm Feelin – 3:46
4. Apple – 2:32
5. Circles – 2:56
6. P.S.A. – 2:49
7. It Don't Matta – 3:59
8. I'm Stuck – 3:21
9. Heard Enough – 4:01
10. Please (Skit) – 0:50
11. Cyanide – 2:26
12. Set By Example – 3:02
13. What Ya Really Want – 2:40
14. Keys To My Mind – 2:58
15. All The Rest – 5:14